# Gnishik
Gnishik (en arménien Գնիշիկ) est une communauté rurale du marz de Vayots Dzor, en Arménie. Comprenant également la localité de Mozrov, elle compte 204 habitants en 2008.
L'ancien village de Gandzak est situé à 4 km au nord-est.